# Luís de Württemberg
Luís de Württemberg (Luís Frederico Alexandre), (30 de agosto de 1756 - 20 de setembro de 1817) foi um nobre alemão que manteve o título de duque mesmo depois do seu irmão se tornar o primeiro rei de Württemberg.

## Família
Luís era o segundo filho de Frederico II Eugénio, Duque de Württemberg e da marquesa Frederica de Brandemburgo-Schwedt. Entre os seus irmãos estavam o rei Frederico I de Württemberg, a duquesa Sofia Doroteia de Württemberg, esposa do czar Paulo I da Rússia e a duquesa Isabel de Württemberg, esposa do imperador Francisco I da Áustria. Os seus avós paternos eram o duque Carlos Alexandre de Württemberg e a princesa Maria Augusta de Thurn e Taxis. Os seus avós maternos eram o marquês Frederico Guilherme de Brandemburgo-Schwedt e a princesa Sofia Doroteia da Prússia.

## Vida militar
Luís era general de cavalaria e um comandante de alta patente no exército lituano, mas recusou-se a lutar contra as tropas russas durante a Guerra Russo-Polaca de 1792 pelo que foi dispensado do seu posto.

## Casamentos e descendência
Luís casou-se pela primeira vez no dia 28 de outubro de 1784 com Maria Czartoryska, filha do príncipe Adam Kazimierz Czartoryski e da condessa Isabel de Flemming.
Tiveram apenas um filho antes de se divorciarem em 1793 por vontade de Maria quando soube da traição do marido para com a Polónia:
- Adão de Württemberg (16 de janeiro de 1792 - 27 de julho de 1847); sem descendência.

Casou-se pela segunda vez no dia 28 de janeiro de 1797 com a princesa Henriqueta de Nassau-Weilburg, filha do duque Carlos Cristiano, Príncipe de Nassau-Weilburg e da princesa Carolina de Orange-Nassau.
Tiveram cinco filhos:
1. Maria Doroteia de Württemberg (1 de novembro de 1797 - 30 de março de 1855), casada com o arquiduque José da Áustria-Toscana; com descendência.
2. Amélia Teresa de Württemberg (28 de junho de 1799 - 28 de novembro de 1848), casada com o duque José, Duque de Saxe-Altemburgo; com descendência.
3. Paulina Teresa de Württemberg (4 de setembro de 1800 - 10 de março de 1873), casada com o rei Guilherme I de Württemberg; com descendência.
4. Isabel Alexandrina de Württemberg (27 de fevereiro de 1802 - 5 de dezembro de 1864), casada com o príncipe Guilherme de Baden; com descendência.
5. Alexandre de Württemberg (9 de setembro de 1804 - 4 de julho de 1885), fundou o segundo ramo da Casa de Württemberg, conhecido pelos duques de Teck; casado com a condessa Claudine Rhédey von Kis-Rhéde; com descendência.

## Vida
Luís é um antepassado da rainha Isabel II do Reino Unido, do rei Juan Carlos da Espanha e de Carlos Napoleão.
Entre 1807 e 1810, Luís teve o compositor Carl Maria von Weber como secretário sem deveres musicais. Weber e o irmão mais velho do duque, Eugénio Frederico, odiavam-se um ao outro e o compositor acabou por ser expulso de Württemberg depois de ser acusado de roubar dinheiro a Luís.

## Genealogia
| Luís de Württemberg | Pai: Frederico II Eugénio, Duque de Württemberg | Avô paterno: Carlos Alexandre de Württemberg             | Bisavô paterno: Frederico Carlos de Württemberg-Winnental        |
| Luís de Württemberg | Pai: Frederico II Eugénio, Duque de Württemberg | Avô paterno: Carlos Alexandre de Württemberg             | Bisavó paterna: Leonor Juliana de Brandemburgo-Ansbach           |
| Luís de Württemberg | Pai: Frederico II Eugénio, Duque de Württemberg | Avó paterna: Maria Augusta de Thurn e Taxis              | Bisavô paterno: Anselmo Francisco, 2.º Príncipe de Thurn e Taxis |
| Luís de Württemberg | Pai: Frederico II Eugénio, Duque de Württemberg | Avó paterna: Maria Augusta de Thurn e Taxis              | Bisavó paterna: Maria Ludovica Ana Francisca de Lobkowicz        |
| Luís de Württemberg | Mãe: Frederica de Brandemburgo-Schwedt          | Avô materno: Frederico Guilherme de Brandemburgo-Schwedt | Bisavô materno: Filipe Guilherme de Brandemburgo-Schwedt         |
| Luís de Württemberg | Mãe: Frederica de Brandemburgo-Schwedt          | Avô materno: Frederico Guilherme de Brandemburgo-Schwedt | Bisavó materna: Joana Carlota de Anhalt-Dessau                   |
| Luís de Württemberg | Mãe: Frederica de Brandemburgo-Schwedt          | Avó materna: Sofia Doroteia da Prússia                   | Bisavô materno: Frederico Guilherme I da Prússia                 |
| Luís de Württemberg | Mãe: Frederica de Brandemburgo-Schwedt          | Avó materna: Sofia Doroteia da Prússia                   | Bisavó materna: Sofia Doroteia de Hanôver                        |